# Paleśnica

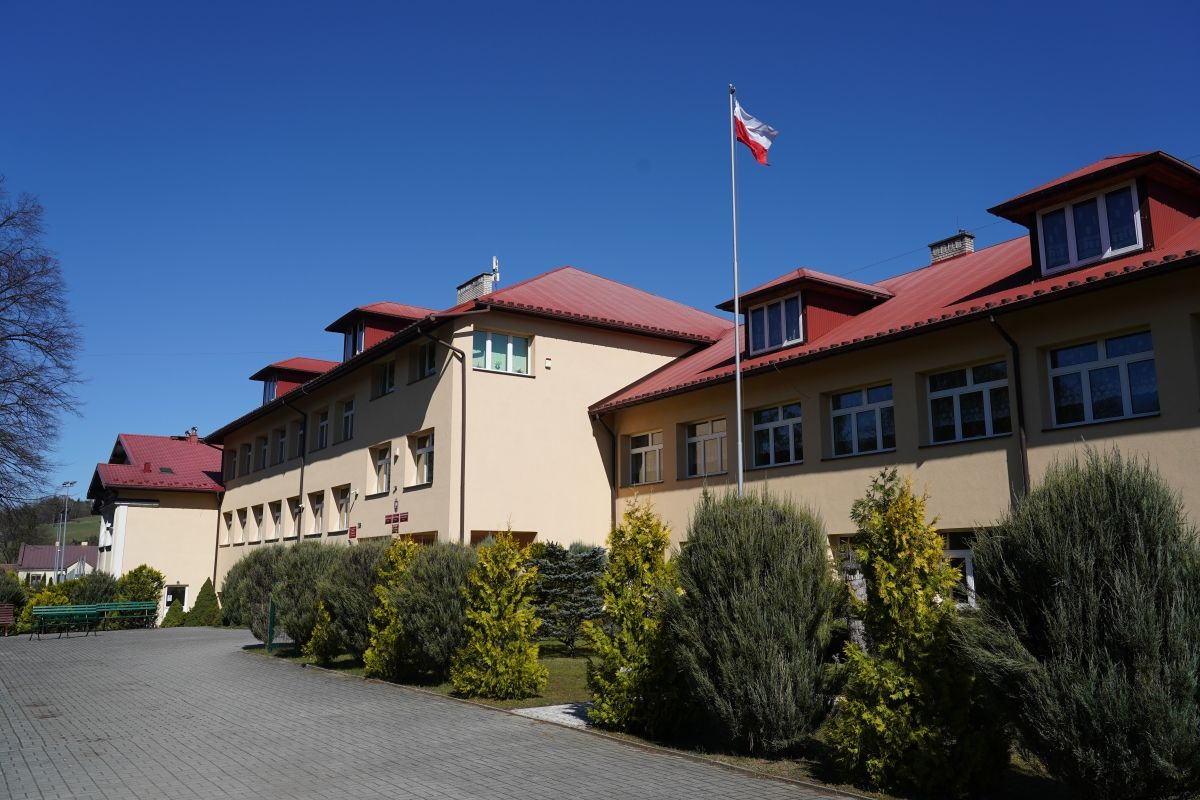
Zespół Szkolno Przedszkolny im. T.Kościuszki w Paleśnicy

Paleśnica – wieś w Polsce, położona w województwie małopolskim, w powiecie tarnowskim, w gminie Zakliczyn.

## Położenie
Główną oś komunikacyjną miejscowości tworzy droga wojewódzka nr 975. Ponadto przez miejscowość przebiegają drogi gminne w kierunku Ciężkowic, Rożnowa i Jamnej. Miejscowość sąsiaduje z Olszową, Jamną, Dzierżaninami i Borową w gminie Zakliczyn, Podolem-Górową, Bartkową-Posadową i Bujnem w gminie Gródek nad Dunajcem oraz Jastrzębią w gminie Ciężkowice. Wieś znajduje się na Pogórzu Rożnowskim w dolinie potoku Paleśnianka  i otoczona jest szczytami m.in. od południa górą Ostryż (Pogórze Rożnowskie) (447 m), od wschodu Rosulcem (516 m). Miejscowość leży na terenie Ciężkowicko-Rożnowskiego Parku Krajobrazowego.

## Integralne części wsi
| SIMC    | Nazwa   | Rodzaj    |
| ------- | ------- | --------- |
| 0836974 | Dział   | część wsi |
| 0836980 | Kawiory | część wsi |
| 0836997 | Pasieki | część wsi |
| 0837005 | Potoki  | część wsi |

## Zarys historii
Pierwsi osadnicy przybyli w rejon Paleśnicy w poszukiwaniu rud żelaza. Rudy te znaleziono w niedalekiej wsi Ruda Kameralna. Pierwotna nazwa wsi – Pałecznica pochodzi od drewnianej machiny, wprawiającej w ruch młoty, służące obróbce żelaza. Wieś Paleśnica znajduje się w dość obszernej kotlinie utworzonej przez erozyjną dolinę rzeki Paleśnianki i jej dopływu Olszowianki w miejscu ich zetknięcia się. Tu właśnie średniowieczni wytapiacze żelaza wybrali stanowisko dla zakładu wodnego. Zbudowali tamę wodną w poprzek doliny (do dziś zachowała się część owej tamy na prawym brzegu rzeki, jako wał ziemny o wysokości 3 m i długości ok. 100 m) oraz kuźnicę wodną, w której koła wodne wykonywały pracę poruszania miechów i dużych młotów kuziennych. Rudę żelazną przywożono niegdyś z Rudy Kameralnej do Paleśnicy, gdzie ją wytapiano w tzw. dymarkach i przekuwano na stal. Kuźnicę wodną nazwano Pałecznicą. Prawdopodobnie była to jakby młotownia, czyli drewniana machina wodna, która wprawiała w ruch szereg młotów kuziennych. Stąd wywodzi się pierwotna nazwa wsi. Dzisiejsza nazwa „Paleśnica” jest przeróbką pierwotnej nazwy „Pałecznica”. Notka historyczna odnosi się do lokacji wsi na prawie niemieckim przez Kazimierza Wielkiego (1351). Pozwala to przypuszczać, że wcześniej rozwinęła się tutaj dobrze prosperująca osada funkcjonująca przed 1351 rokiem według prawa średzkiego (polskiego). Legenda donosi, iż w Paleśnicy zostały wykute miecze, którymi polscy rycerze walczyli w Bitwie pod Grunwaldem.
Pierwszym kościołem w Paleśnicy był nieistniejący już kościół pw. św. Klemensa, patrona górników, stojący na miejscu dzisiejszego starego cmentarza. Kościół wraz ze szkołą parafialną był ufundowany przez króla Władysława Jagiełłę w 1397 roku. Obecnie we wsi znajduje się mały klasycystyczny kościół pw. św. Justyny PM, ufundowała go w 1806 roku dziedziczka dóbr melsztyńskich – hr. Justyna Lanckorońska. Początkowo w nawie głównej znajdował się obraz patronki, ale z czasem został zastąpiony wizerunkiem Matki Boskiej Nieustającej Pomocy. W kościele znajduje się marmurowa tablica, poświęcona pamięci Teodora Lanckorońskiego, syna fundatorki. W niedalekiej odległości od kościoła znajduje się stary cmentarz z kwaterą wojskową z I wojny światowej nr 295, a na skarpie między cmentarzem a drogą i kościołem druga kwatera z tego okresu oznaczona numerem 296. W mogiłach pochowani są polegli podczas walk frontowych żołnierze armii rosyjskiej i austriackiej.
Prywatna wieś szlachecka Palecznica, własność kasztelanowej krakowskiej Anny z Sieniawskich Jordanowej, położona była w 1595 roku w powiecie sądeckim województwa krakowskiego.
W latach 1954–1961 wieś należała do gromady Olszowa po jej likwidacji została siedzibą gromady Paleśnica. W latach 1975–1998 miejscowość administracyjnie należała do województwa tarnowskiego.
W Paleśnicy mieszkał Stanisław Chrobak polski polityk, działacz opozycji antykomunistycznej w okresie PRL, senator I kadencji, wójt gminy Zakliczyn, radny sejmiku województwa małopolskiego. W Paleśnicy urodził się Wiesław Woda – honorowy obywatel gminy Zakliczyn, działacz ludowy i społecznik, wiceprezydent Krakowa, wicewojewoda krakowski, wojewoda tarnowski, poseł na Sejm RP pięciu kadencji.
W czasach współczesnych miejscowość odgrywa istotną rolę w gminie Zakliczyn, często postrzegana jest jako swoiste subcentrum gminy. We wsi działa klub sportowy PKS Jedność Paleśnica. W marcu 2024 roku na stadionie PKS Jedność Paleśnica oddano do użytku zadaszoną trybunę na 301 miejsc siedzących https://www.zakliczyn.pl/aktualnosci/otwarcie-zadaszonej-trybuny-w-palesnicy/.  W Paleśnicy zlokalizowany jest również Niepubliczny Zakład Opieki Zdrowotnej (jeden z trzech funkcjonujących na terenie gminy) oraz działa punkt apteczny http://zakliczyninfo.pl/index.php/samorzad/3681-punkt-apteczny-w-palesnicy-zaprasza. W 2012 roku w centrum Paleśnicy został wybudowany kompleks sportowy ,,Moje Boisko Orlik 2012” (jeden z dwóch na terenie gminy Zakliczyn). Oficjalne otwarcie kompleksu sportowego nastąpiło 10 listopada 2012 roku. Od 1 września 2016 roku w obiekcie Zespołu Szkolno Przedszkolnego im. Tadeusza Kościuszki w Paleśnicy działa oddział zamiejscowy Szkoły Muzycznej I stopnia w Domosławicach. W październiku 2023 r. samorząd Gminy Zakliczyn oddał do użytku budynek komunalny na 30 mieszkań. Budowa budynku w Paleśnicy trwała dwa lata. Wzniesienie bloku z trzydziestoma mieszkaniami „pod klucz” kosztowało 8,2 mln zł. Dofinansowanie z Rządowego Funduszu Inwestycji Lokalnych wyniosło przeszło 1,3 mln zł, a z Funduszu Dopłat Banku Gospodarstwa Krajowego ponad 6,5 mln zł. Wkład własny budżetu Gminy Zakliczyn wyniósł 321 tys. zł. https://www.zakliczyn.pl/aktualnosci/wreczenie-kluczy-do-mieszkan-w-palesnicy/ W miejscowości ma swoją siedzibę parafia św. Justyny, należąca do dekanatu Zakliczyn, diecezji tarnowskiej. W skład parafii Paleśnica wchodzą miejscowości: Paleśnica, Olszowa, Borowa, Jamna i Bujne.

## Zabytki
Obiekty wpisane do rejestru zabytków nieruchomych województwa małopolskiego.
- Kościół parafialny pw. św. Justyny;
- cmentarz wojenny nr 295;
- cmentarz wojenny nr 296.

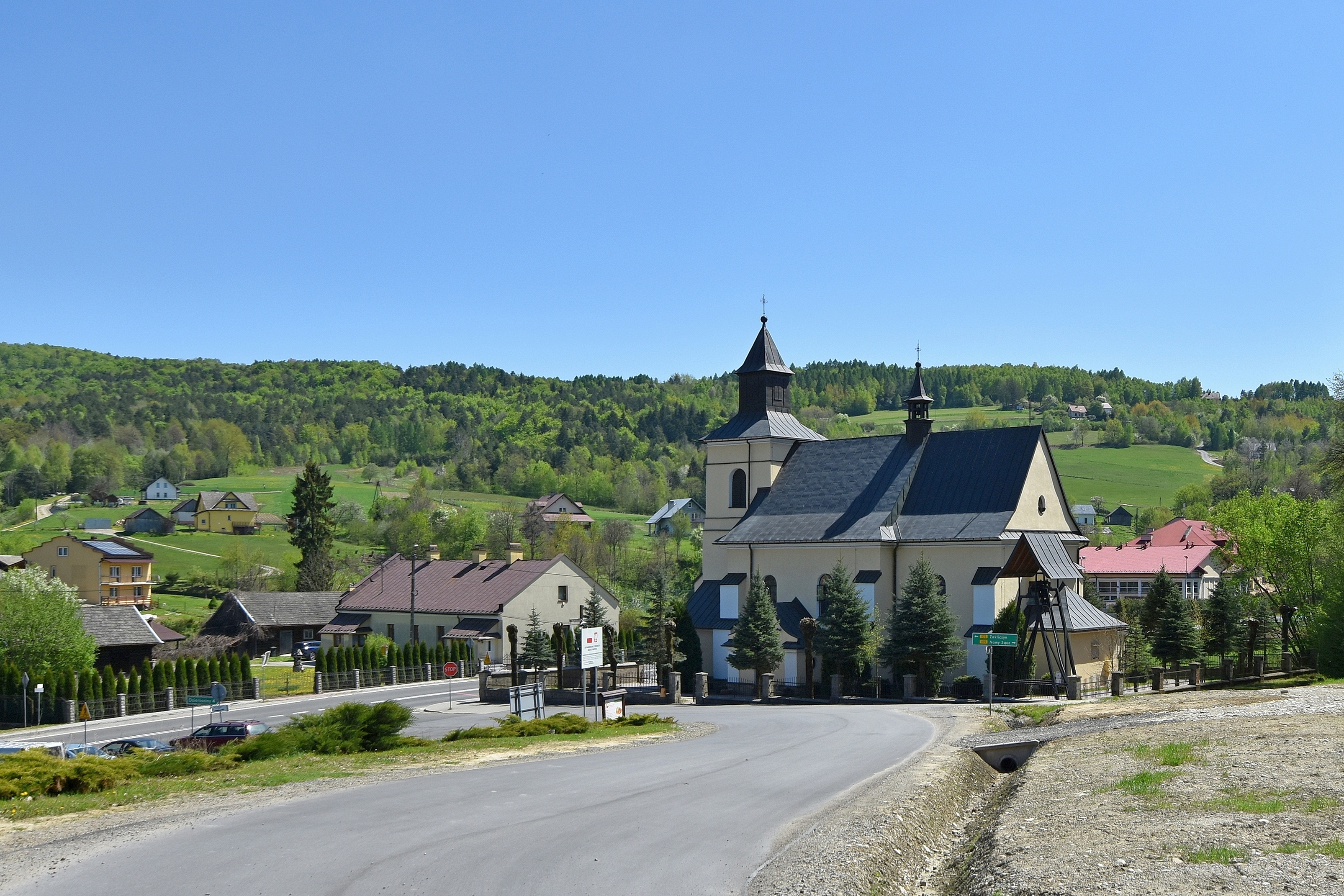
Kościół parafialny
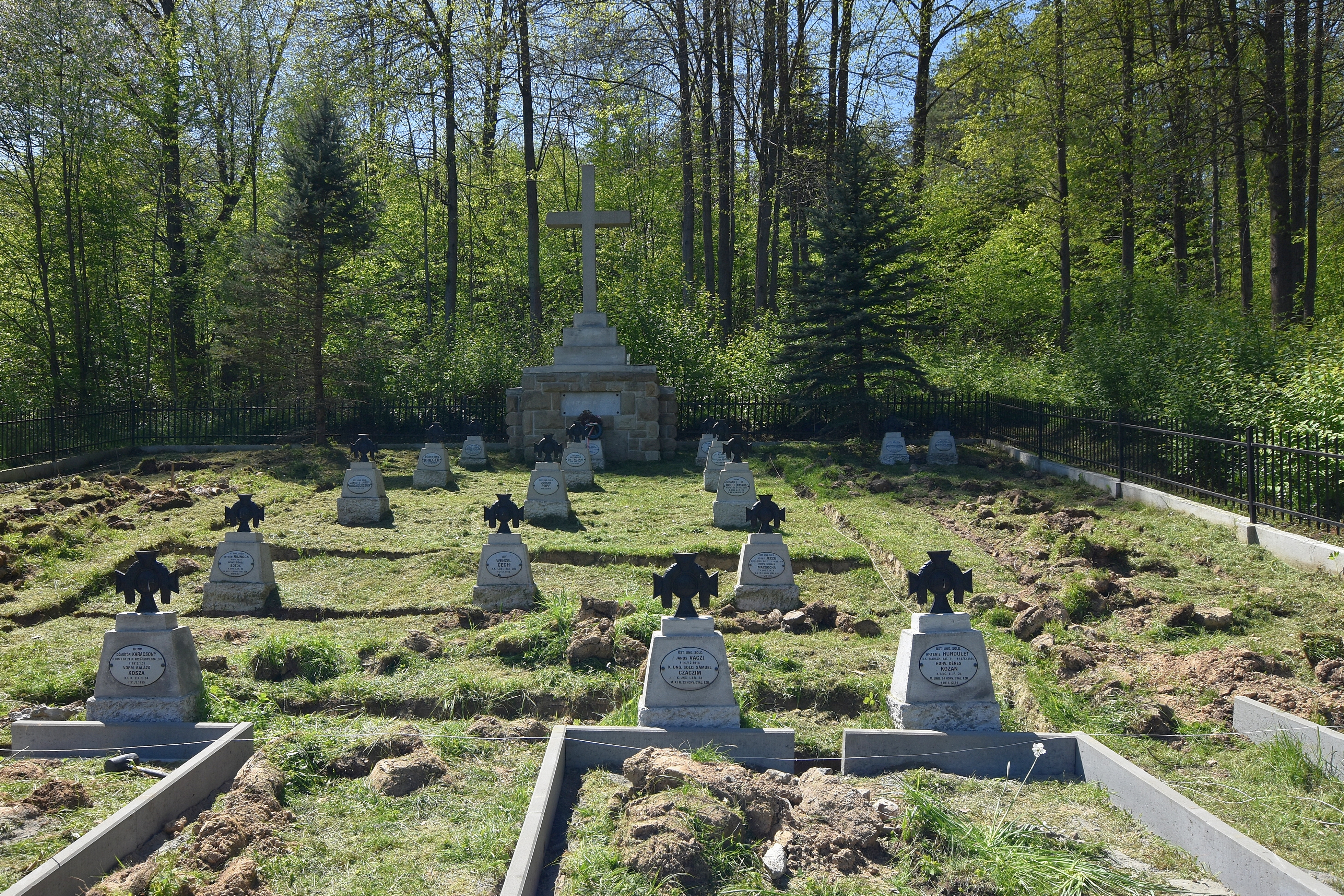
Cmentarz wojenny nr 296